# Jochanan ben Sakkai

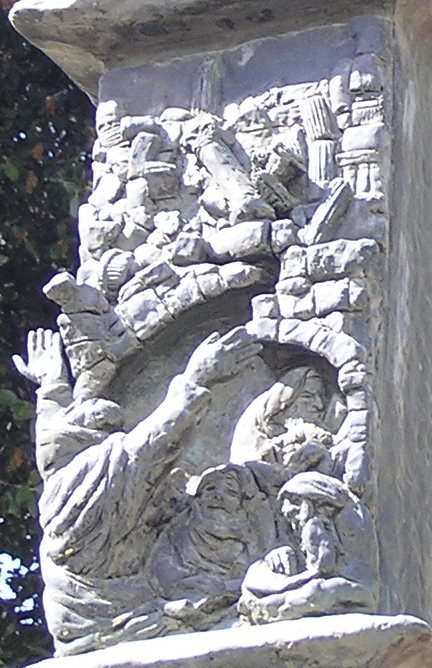
Jochanan ben Sakkai, Bildfeld an der großen Knesset-Menora

Jochanan ben Sakkai, (hebräisch יוחנן בן זכאי) (geboren um 30; gestorben um 90);  war ein jüdischer Gelehrter der ersten Tannaiten-Generation, stellvertretender Vorsitzender des Sanhedrin zur Zeit des Vorsitzenden Gamaliels des Älteren und lebte im 1. Jahrhundert n. Chr.

## Leben
Rabbi Jochanan ben Sakkai, der führende Tannaite im 1. Jahrhundert, gilt als Begründer des Lehrhauses in Jawne und als Initiator der Erneuerung des jüdischen Glaubens nach der Zerstörung des Jerusalemer Tempels im Jüdischen Krieg 70 n. Chr. Die Erneuerung ermöglichte das Überleben der Religion und schuf die Basis des rabbinischen Judentums. Er blieb neben den Nachkommen Hillels der einzige, der mit dem Ehrentitel Rabban, unser Lehrer, bedacht wurde. Weitere Ehrentitel von ihm sind Leuchte Israels, mächtige Säule und gewaltiger Hammer.
Rabbinischen Berichten zufolge soll er in den Kriegswirren des Jahres 70 aus Jerusalem entkommen sein. Angeblich stellte er sich tot und ließ sich von zwei Schülern aus dem belagerten Jerusalem tragen. Von Kaiser Vespasian habe er dann die Gründung einer Akademie in Jawne erwirken können. Möglicherweise aber war er tatsächlich in Jabne interniert. Später lebte er in Beror Chail vor den Toren Jawnes.
Den rabbinischen Quellen zufolge sammelte er in Jawne eine Reihe anderer Gelehrter um sich.
Gemeinsam machten sie sich daran, die Praxis des Judentums neu zu definieren: Formen des Gottesdienstes zuhause oder in der Synagoge wurden entwickelt (so der Seder, der Vorabend und Auftakt von Pessach), um den Tempelkult zu ersetzen.
Jede jüdische Gemeinde, egal ob in Judäa oder anderswo, war letztlich autonom. Es ist zweifelhaft, ob die griechischsprachigen Diasporagemeinden überhaupt in der Lage waren, mit ihren Glaubensgenossen in Judäa, die Aramäisch oder Hebräisch sprachen, zu kommunizieren.
Die rabbinische Tradition hat den historischen Kern zu einer Gründungslegende ausgestaltet. Es ist nicht einmal gewiss, ob Jochanan der Schule Hillels oder gar den Pharisäern vor 70 angehörte. Schon früh galt er als Mystiker. Die Sprüche der Väter nennen als seine fünf wichtigsten Schüler Elieser ben Hyrkanos, Jehoschua ben Chananja, Jose der Priester, Simeon ben Nataniel, und Eleasar ben Arach. Aber auch Chanina ben Dosa kann als ein Schüler gelten.
Insgesamt waren ihm nur wenige seiner Schüler aus Jerusalem nachgefolgt. Eventuell waren sie gegen seine Flucht aus der belagerten Stadt. Seine Gegnerschaft gegen eine Sonderstellung der Priester und die Tatsache, dass er nicht aus dem Geschlecht Davids stammte und selbst kein Priester war, scheinen der Grund für die Distanz von Priestern gegenüber seinem Lehrhaus gewesen zu sein. Dennoch entwickelte sich Jawne zum neuen Mittelpunkt des rabbinischen Judentums mit Jochanan ben Sakkai als dem geistigen Führer. Er erhielt aber nicht den Titel Nasi.